# Дуартина
Дуартина (порт. Duartina) — муниципалитет в Бразилии, входит в штат Сан-Паулу. Составная часть мезорегиона Бауру. Входит в экономико-статистический микрорегион Бауру. Население составляет 12 902 человека на 2006 год. Занимает площадь 264,281 км². Плотность населения — 48,8 чел./км².

## История
Город основан 12 декабря 1930 года.

## Статистика
- Валовой внутренний продукт на 2003 составляет 73 320 168,00 реалов (данные: Бразильский институт географии и статистики).
- Валовой внутренний продукт на душу населения на 2003 составляет 5770,52 реалов (данные: Бразильский институт географии и статистики).
- Индекс развития человеческого потенциала на 2000 составляет 0,775 (данные: Программа развития ООН).